# الشراع والعاصفة (فلم)
الشراع والعاصفة (بالإنجليزية: Sail and storm) فيلم دراما روائي للمخرج غسان شميط، عن رواية الشراع والعاصفة للروائي حنا مينه، أُنتج عام 2011 وعرض بشكل محدود عام 2012.

## قصة الفيلم
تدور أحداث الفيلم في زمن الحرب العالمية الثانية، في مدينة اللاذقية السورية، وما عاشته من ويلات في ظل الاحتلال الفرنسي، ويعكس مينه في هذه الرواية ببراعة لافتة فسيفساء المجتمع المتنوع، كما يتحدث عن علاقة الصيادين بالبحر، وصراعهم مع الطبيعة القاسية. بطل القصة «الطروسي» تتحطم سفينته فيقاوم شوقه الكبير للعودة إلى معاندة المياه ومواجهة عواصف البحر، فيفتتح مقهى ساحلي ما يجعله في خلاف مع أصدقائه ومع حبيبته، إلا أن القدر يعيده لمواجهة المياه حين يركب البحر بحثاً عن مجموعة صيادين خطفتهم العاصفة وتبدأ المواجهة المباشرة بين الطروسي والعاصفة التي ينجو منها بخبرته وقيمه وقدرته على تحمل أعباء المغامرة، ونرى كيف يتعاون البحارين جميعا في مواجهة العاصفة.

## شخصيات الفيلم
ركز الفيلم على شخصية الطروسي والشخصيات والأحداث المرتبطة به، واختصر الشخصيات الثانوية من الرواية. أما مشهد العاصفة المفصلي في الرواية ووالذي يحدث بعده انقلاب جذري في مصائر الشخصيات، عندما يتغلب الطروسي على قوة الطبيعة، وينقذ الريس سليم الرحموني من الموت. فضل شميط إنهاء فيلمه بهذا المشهد من دون رصد مصائر أبطاله، تاركاً للقارئ نهاية مفتوحة يرسمها كما يريد.
- بطل القصة كما في الرواية رجل يدعى الطروسي (جهاد سعد)، يحمل في داخله روح الثورة لأنه رومانسي وابن بيئة فقيرة، تحطمت سفينته وعاد إلى اللاذقية وافتتح مقهى صغير، كان يدرك تماماً أن وجوده في المقهى سيكون مؤقتاً، فبعد أن ركب عباب البحر لم يعد يستطيع الوقوف على الأرض لأن البحر هو الحركة بالنسبة له وبالتالي هو الروح والحياة.[5]
- أبو محمد (جرجس جبارة): يدير المقهى الذي يمتلكه الطروسي، وهو رفيق للطروسي منذ فكر بافتتاح هذا المقهى وهما متقاربان وعملياً أبو محمد والطروسي يمثلان شخصاً واحداً، الطروسي هو الجانب العضلي والنبيل والشهم أما الصفات الإنسانية الأخرى فنراها عند أبو محمد، بالعموم هما شخصيتان منفصلتان لكن كروح شخصية واحدة، وهو المحرك الأهم في الفيلم ويختلف في تواجده عن الرواية قليلاً .
- صالح (وضاح حلوم): خصم للطروسي على مدى الفيلم وهو قادر على الضرب بالسكاكين، أزعر فلا يتجرأ أحد من أهل مدينة اللاذقية في أن يتشاكل معه، هذا الشخص رغم كل هذه السلبية يحمل في داخله شهامة القبضاي التي تظهر بلحظة خاصة .
- الريس سليم الرحموني (ماهر صليبي): وضعه المالي جيد يشتري مركباً وينزل إلى البحر باستمرار، يعلق في العاصفة وعندما يحاول العودة للشاطئ لا يستطيع ويفقد بعض البحارة الذين يعملون على مركبه فيأتي الطروسي وينقذه من هذه العاصفة .
- زوجة الريي سليم (ريما الشيخ): امرأة تشكل مزيجاً من القوة والضعف، تبقى بانتظار زوجها واقفة على الشاطئ على أمل عودته ويعود ولكن بعد طول انتظار برفقة الطروسي .
- أبو رشيد المسؤول عن المينا (حسام عيد): حوت المينا يبلع كل شيء هناك و هو من الشخصيات البرجوازية في تلك الفترة، شخصية قوية جداً الكل يخاف منه و هو على صراع مع الطروسي بطل الفيلم ومع التجار الكبار وهو يتحكم بأشياء كثيرة، فالشخص الذي يعجبه ييسر له أعماله والذي لا يعجبه يعطلها، ونرى هذا الشخص مسيطراً على كل شيء إلى درجة أنه يتدخل بحركة الناس بشكل عام .
- أم حسن (رندة مرعشلي): شخصية سلبية كانت تعمل في بيت من بيوت الهوى يدخل على حياتها الطروسي ويأخذها من هذا المكان ويحولها إلى شخصية إيجابية فاعلة في حياته.[6]

## طاقم العمل
- تأليف: حنا مينه.
- سيناريو وحوار: وفيق يوسف وغسان شميط.
- إخراج: غسان شميط.

### الممثلون
- جهاد سعد.
- وضاح حلوم.
- ماهر صليبي.
- حسام عيد.
- جرجس جبارة.
- رندة مرعشلي
- أندريه سكاف.
- زهير رمضان.
- زهير عبد الكريم.
- ريما الشيخ.
- هدى شعراوي.
- مهند ورد.
- عبد الله شيخ خميس.
- لانا شميط.
- توبا رشيد.
- مشهور خيزران.
- جهاد عبيد.

### الفنيون
- تعاون فني: رسلان شميط.
- مخرج مساعد: أيمن حمادة.
- استشارة درامية: حسن سامي يوسف.
- مكياج: تاتيانا ماركوفا، إينا ميكولا.
- تصميم أزياء: ليديا يوشينكو.
- غرافيكس: ليونيد رادوتشينكو.
- مهندس الصوت: غيورغي ستيموفسكي.
- تعاون فني صوت: إبراهيم الصباغ.
- مهندس الديكور: بسام إبراهيم.
- مونتاج: علي ليلان.
- مدير التصوير: أناتولي ساخنو.
- غرافيك: ليونيد رادوشنيكو.[7]

## إنتاج الفيلم
كان من المقرر إنتاج الفيلم منذ عام 2009 ولكن الحاجة لتمويل أفضل أجلت إنتاج الفيلم حتى عام 2011 حين تعاونت المؤسسة العامة للسينما السورية مع شركة كان للإنتاج السينمائي لمالكها الممثل (درغام المرقبي)، وجرى تصوير بعض المشاهد في أوكرانيا للحاجة إلى تقنيات غير متوفرة في سوريا، ومن ذلك مشهد العاصفة وبلغت تكلفته ما يزيد عن 12 مليون ليرة سورية.

## استقبال الجمهور
عُرض الفيلم لأول مرة عام 2012 في سينما الكندي بدمشق، وحاول القائمون على الفيلم المشاركة في مهرجانات سينمائية عديدة فتم رفضهم (دبي السينمائي، القاهرة السينمائي، قرطاج السينمائي) أما مهرجان وهران السينمائي فقد عرض الفيلم لكن حجب عنه أي جائزة، وذلك احتجاجاً على الآراء السياسية لمخرج الفيلم والممثلين من تأييدهم للجيش السوري والرئيس السوري بشار الأسد.
ثم عُرِض عام 2015 محليا في بعض المراكز الثقافية السورية، (السويداء، حمص، اللاذقية، دمشق).